# Podlesny (Kursk)
Podlesny (russisch Подлесный) ist eine Siedlung (ländlichen Typs) in der Oblast Kursk in Russland. Sie gehört zum Rajon Kursk und zur Landgemeinde (selskoje posselenije) Kljukwinski selsowjet.

## Geographie
Der Ort liegt gut 4 km Luftlinie östlich des Oblastverwaltungszentrums Kursk im südwestlichen Teil der Mittelrussischen Platte, 2,5 km vom Sitz des Dorfsowjet – Dolgoje, 99 km vor Grenze zwischen Russland und der Ukraine.

### Klima
Das Klima im Ort ist wie im Rest des Rajons kalt und gemäßigt. Es gibt während des Jahres eine erhebliche Niederschlagsmenge. Dfb lautet die Klassifikation des Klimas nach Köppen und Geiger.

## Bevölkerungsentwicklung
| Jahr | Einwohner |
| ---- | --------- |
| 2002 | 623       |
| 2010 | ▼609      |

Anmerkung: Volkszählungsdaten

## Verkehr
Podlesny liegt an der Fernstraße föderaler Bedeutung R-298 (Kursk – Woronesch – R22 Kaspi; ein Teil der Europastraße E38) und 4 km vom nächsten Bahnhof Kljukwa (Eisenbahnstrecke Kljukwa – Belgorod) entfernt.
Der Ort liegt 120 km vom internationalen Flughafen von Belgorod entfernt.